# Joseph Tagliafico
Pour les articles homonymes, voir Tagliafico.
Joseph Dieudonné Tagliafico, né le 2 janvier 1821 à Toulon et mort le 27 janvier 1900 à Nice, est un chanteur lyrique et un compositeur français.

## Biographie
Destiné au barreau, Joseph Tagliafico entre au lycée Henri IV et réussit au grand concours où, en 1837, il obtient un accessit au prix d'honneur, avant d'entreprendre des études de droit et devenir le secrétaire de l'avocat Adolphe Crémieux. Doué d’une bonne voix de basse, des succès de chanteur l’ayant favorablement accueilli dans les salons de son époque, son ami et protecteur Crémieux et doyen de l’École de médecine Mathieu Orfila, l’ont présenté au directeur des Italiens.
Après avoir pris des leçons de chant auprès de Luigi Lablache et de Francesco Piermarini (d) , il finit par abandonner la carrière juridique et, débute, en 1844 comme baryton-basse au théâtre italien de Paris dans le rôle du marquis de la Linda de Donizetti. Avec sa troupe italienne, il entreprend de nombreuses tournées en Angleterre, en Allemagne, en Russie, en Amérique et en France, en particulier à l'Opéra de Monte-Carlo. Il accompagne dans ses tournées Emma Albani puis La Patti.
Acteur célèbre sous Louis-Philippe, après avoir été interprète, il continuera comme compositeur. Il se fera connaître également comme parolier et traducteur d'œuvres de maîtres italiens (Gordigiani, Campana (it)), espagnol (Yradier), anglais (Benedict, Sullivan), russe (Rubinstein) et allemands (Schubert, Abt). Il s'illustra aussi comme auteur-compositeur de nombreuses aubades, romances et mélodies à succès comme La chanson de Marinette reprise par l'orchestre d'André Gordon et par de nombreux interprètes comme Alexis Boyer, Yvonne Printemps, Daniel Vigneau, Fred Gouin ou Jack Lantier, ou Quand l'oiseau chante, Pauvre fou, Saint-Janvier.
Outre le Théâtre-Italien de Paris, il ne s’est produit que sur les scènes de premier ordre : Saint-Pétersbourg, le Covent Garden de Londres. En 1877, il a quitté la scène pour administrer cet établissement londonien jusqu'en 1881.
Pendant son long séjour à Londres, il sera le critique d'art de la revue musicale Le Ménestrel où il signe ses chroniques sous le pseudonyme De Retz.
Souffrant, depuis quelques années, d’une maladie de cœur qui a fini par l’emporter, malgré les
soins dévoués de sa famille, il s’est éteint dans sa résidence niçoise de l’avenue Beaulieu. Il est inhumé selon ses vœux au cimetière du Château où le rejoindra cinq ans plus tard son épouse, également artiste lyrique, morte à Paris en avril 1905.

## Œuvres
- Le Pays où l'on aime, Valse chantée, paroles et musique de Joseph D. Tagliafico, Hachette et Cie (79 Boulevard Saint-Germain)
- Chimères, Souvenirs
- Soleil de mon cœur, Rondel
- La Mer s'endort, Berceuse lente
- Gazouillis d'oiseaux, Scherzo